# Selago lydenburgensis
Selago lydenburgensis är en flenörtsväxtart som beskrevs av Robert Allen Rolfe. Selago lydenburgensis ingår i släktet Selago och familjen flenörtsväxter. Inga underarter finns listade i Catalogue of Life.